# Tana-Kovács Ágnes
Tana-Kovács Ágnes (Budapest, 1958. február 25. –) színésznő, táncos, pantomimművész.

## Tanulmányok
1977-ben végzett az I. István Közgazdasági Szakközépiskola pénzügyi tagozatán, és ugyanebben az évben Kárpáthy Zoltán pantomim- és táncművész magánstúdiójában.
1978-ban  gyermekpszichológiát tanult.

## Szakmai élet
1978-ban a Mimikri Pantomimegyüttes tagjaként játszott, óvónőként dolgozott. 1980-ban előadóművészi vizsgát tett, hivatásos pantomimművészként dolgozott.
1981-ben bemutatta első önálló estjét Bravó Clown! címmel a Várszínház Szabadtéri Színpadán. 1982-ben a CORPUS Pantomimstúdió tanársegédje, Budapesten és Szegeden tanított, az együttes szólistájaként szerepelt itthon és külföldön egyaránt.
1983-ban mozgásszínház-rendezői vizsgát tett (Handke: Közönséggyalázó). 1984-ben a Kecskeméti Katona József Színház Mozgásszínházi Tagozatának tagja (Jancsó-Hernádi-Gyurkó-Malgot). 1985-ben alapító tagja az ARTUS Mozgásszínháznak, második önálló estje, a Pandóra szelencéje a bécsi Theater BRETT színpadán kerül bemutatásra.
1986-ban jelmezterveket készített a Theater Brett megbízásából, valamint az Artus részére (Szent Johanna, Vakok, Apokaliptuszfa). Az ARTUS színház szólistájaként játszott itthon és külföldön.
1988-tól gerincsérülés miatt felhagyott a táncművészi hivatással. Színházterápiás gyerekcsoportot vezetett Törökbálinton. A Hunnia Filmstúdió megbízásából játékfilmszerepeket vállalt.
1989-ben egyik alapító tagja az Utolsó Vonal (Last Line Co.) Színházi Alapítványnak, 1990-ben a CASUS Kortárs Művészeti és Menedzserképző Kollégiumnak. 1991-ben A CASUS Alapítvány a kortárs művészetekért tagja lett, majd színházi kritikákat publikált (Kapu, Céh stb.). 1992-ben a szombathelyi ISEUM Művészeti Menedzserképző Kollégiumban "én központú művészeti szerepjátékok" tárgykörben tartott foglalkozásokat. 1993-ban független művészeti tanácsadóként működött, főként az alternatív művészetek területén (fotóművészet, film-, táncművészet, képzőművészet, színház).
1996-ban produkcióvezetőként dolgozott a Malko Teatro, a MU, az Alternatív Színház, az Utolsó Vonal Színház, a Rét Színház, a TranzDanz számára, valamint díszlet- és jelmezterveket készített. 1997-ben A SZKÉNÉ Színház művészeti titkára, a Kancsal Puttó Galéria alapítója és vezetője, ahol ezidáig több mint száz kortárs képzőművészeti kiállítást mutattak be. 1998-ban a Malko Teatro és az Alternatív Színház tagjaként dolgozott. 1999-ben számos tánc- és színházi előadásnak munkatársa, fesztiválok, bemutatók tervezője, az IDMC nemzetközi tánc és mozgásszínházi workshop szervezője. 2006-ban a Fortedanse Együttes, 2009-ben a TranzDanz Együttes produkcióvezetője. 2010-től Szkéné Színház művészeti vezetője.

## Magánélet
1979-ben megszületett Bence nevű fia.

## Fontosabb munkák
- 1980 VIII Henrik (Corpus, r.: M. Kecskés András)
- 1981 Tűzmadár (Corpus)
- 1981 Planéták (Corpus)
- 1982 Mario és a Varázsló (Corpus)
- 1982 Bravó Colwn! (önálló est)
- 1983 Pierrot és a szomorú királylány (Artus, r.: Goda Gábor)
- 1985 Pandóra szelencéje (önálló est)
- 1985 Vakok (Artus, r.: Goda Gábor)
- 1986 Az Apokaliptuszfa virágai (performance)
- 1986 Kékszakáll (Artus, r.: Goda Gábor)
- 1987 Pinoccio (Artus, r.: Goda Gábor)
- 1988 Descendus (Hamvas Béla-est, r.: Molnár László mozgásszínész)
- 1988 Etüdök kékben (önálló est, mozgásszínház)
- 1989 HANGÁR- Kesztyűbedudus (Fedor Zoltán est, színész)
- 1989 Citromdisznó (Hunnia-film, r.: Szőke András, színész)
- 1990 Vattatyúk (r.: Szőke András, színész)
- 1991 Európa Kemping (r.: Szőke András, színész)
- 1993 Boszorkányszombat (Köln, Pont Színház, táncos)
- 1996 Szelidek
- 1997 Gyakorlat a másságban (Malko Teatro, színész)
- 1998 A rejtélyes konflis (Alternatív Színház, színész)
- 1999 Peperuda (Malko Teatro, C. Nagy István színész)
- 2000 Babinden (r.: H. Gabriella, táncos)
- 2001 Asszonytánc (k.: Balogh Margit, táncos)
- 2002 Repülési Kísérlet (író, jelmez, r.: Bodor Erzsébet)
- 2003 Don Quijote kalandjai (jelmez)
- 2004 Varangyok (rendező-író)
- 2005 Babylon (Malko Teatro, színész)
- 2006 Ördögök ideje (jelmez)
- 2007 A tizennégy karátos autó (jelmez)
- 2008 Érintés (H. Gabriella, színész)
- 2010 Nyomorultak (jelmez)